# Charles Gaillardot

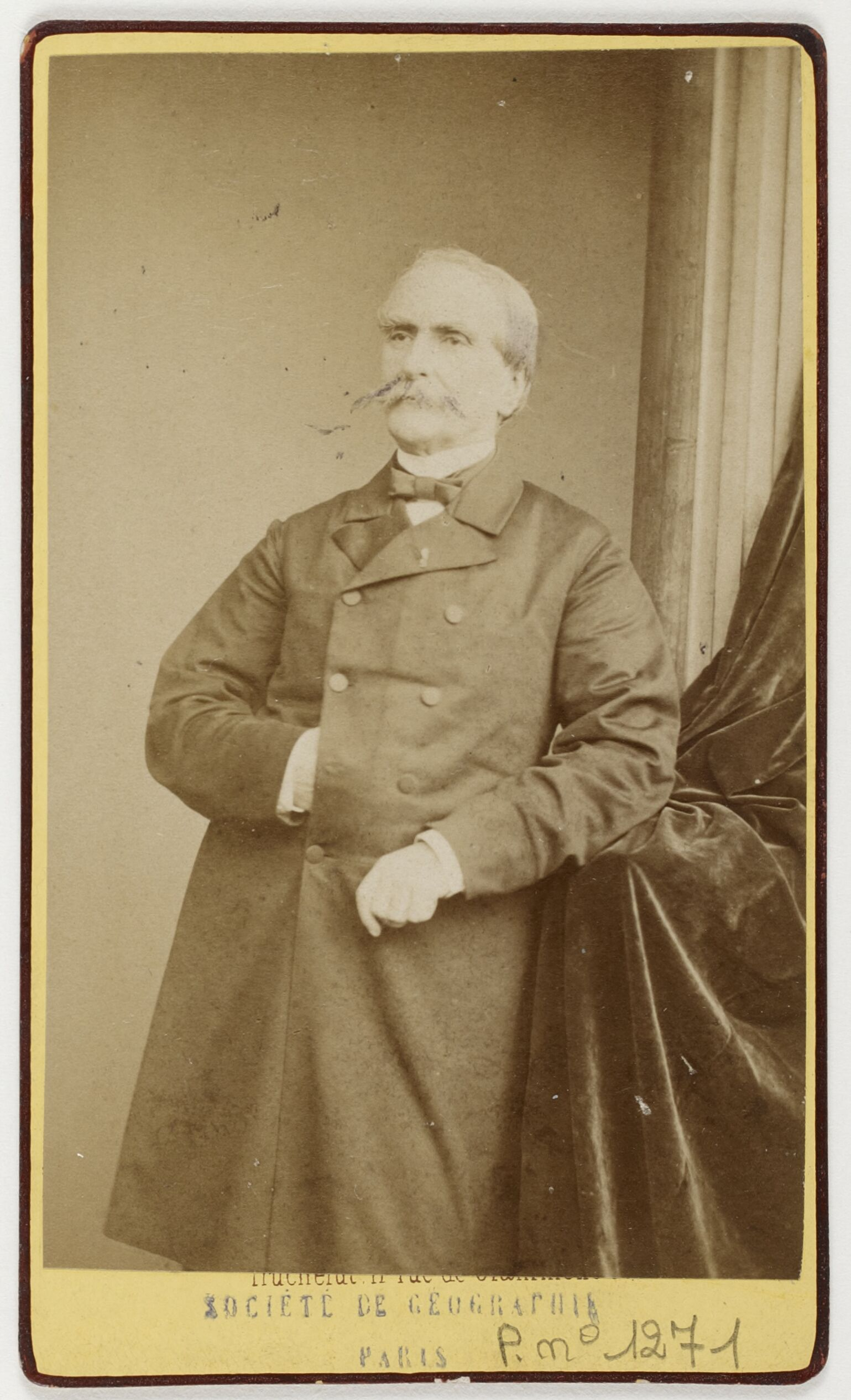
Charles Gaillardot in späteren Lebensjahren (Foto: Jean Nicolas Truchelut).

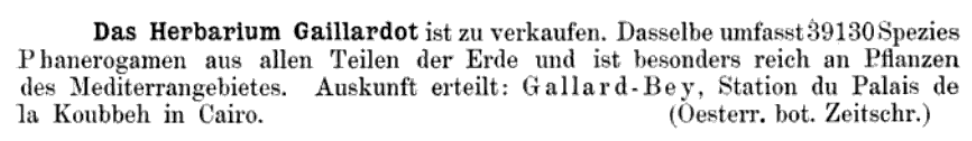
Diese Anzeige erschien 1898 in der Allgemeinen botanischen Zeitschrift für Systematik, Floristik, Pflanzengeographie etc., um auf den Verkauf von Gaillardots Herbarium aufmerksam zu machen.

Joseph Arnaud Charles Gaillardot (* 20. September 1814 in Lunéville; † 16. August 1883 in Bhamdoun) war ein französischer Mediziner und Naturforscher, der annähernd fünf Jahrzehnte im Nahen Osten lebte, arbeitete und forschte. 

## Leben

### Herkunft und Ausbildung
Er kam im September 1814 als Sohn des Mediziners und Armeechirurgen Charles Antoine Gaillardot (1774–1833) in der lothringischen Kleinstadt Lunéville zur Welt und studierte an der medizinischen Fakultät in Paris.

### Berufliche Karriere
Zwei Jahre nach dem Tod seines Vaters zog Gaillardot 1835 nach Ägypten, das damals als osmanisches Eyâlet (= Großprovinz) vom Gouverneur Muhammad Ali Pascha regiert wurde, und ab 1837 war er Professor für Naturgeschichte an der medizinischen Schule in Kairo. Als Truppenarzt nahm er während des zweiten ägyptisch-osmanischen Krieges zwischen 1839 und 1841 im Stab des gebürtigen Franzosen Soliman Pascha am ägyptischen Feldzug in der Provinz Syrien teil. Nach Kriegsende wechselte er die Seiten, schloss sich als Truppenarzt der siegreichen osmanischen Armee an und arbeitete für mehr als 20 Jahre im Militärhospital von Sidon im gleichnamigen Eyâlet in der Levante.
In den Jahren 1860 und 1861 gehörte er zu den Teilnehmern der von Ernest Renan geleiteten „Phönizien-Expedition“, wobei ihm in der achämenidischen „Nekropole der Magharat Tabloun“ in Sidon die archäologische Ausgrabung eines marmornen Frauensarkophags gelang, der auf etwa 400 v. Chr. datiert wurde. Wenig später begleitete er 1863 Félicien de Saulcy bei dessen Palästina-Reise. Anschließend kehrte er nach Ägypten zurück und arbeitete dort in Alexandria als Sanitätsarzt in Diensten Frankreichs, ehe man ihn schließlich 1875 zum Direktor der Medizinschule von Kairo ernannte. Gaillardot starb 1883 im Alter von 68 Jahren in Bhamdoun in der osmanischen Provinz Mutesarriflik Libanonberg.

### Engagement in der Naturforschung
Bereits sein Vater war naturkundlich interessiert und auch Charles Gaillardot betrieb geologische und mit Vorliebe botanische Studien, wobei sein botanisches Autorenkürzel Gaill. lautete. Im Jahr 1854 wurde er Mitglied der Société botanique de France. Sein Herbarium stand im Sommer 1898 in Kairo zum Verkauf und beinhaltete angeblich über 39.000 Phanerogamenarten aus aller Welt mit einem besonderen Schwerpunkt auf der Flora des Mittelmeerraumes. Die Belege aus Syrien gingen in das Herbarium von Carl Haussknecht über, das heute in der Friedrich-Schiller-Universität Jena lagert. Gaillardot fertigte auch die erste Karte des Hauran an, einer durch vulkanische Tätigkeit geprägten Landschaft im Südwesten des heutigen Syrien.
In Anerkennung seiner Verdienste um die Biologie wurden seit 1853 mehrere Arten und Gattungen nach Gaillardot benannt, beispielsweise vom Malakologen Jules René Bourguignat. Die Mehrzahl dieser Benennungen wurden zwischenzeitlich geändert oder revidiert; aktuell sind noch die Kahnschneckengattung Gaillardotia, die Neuschneckenart Aplus gaillardoti sowie die Kugeldistelart Echinops gaillardotii.